# The Jeremy Days
The Jeremy Days est un groupe allemand de pop, originaire de Hambourg. Actif entre 1987 et 1996, le groupe se reforme en 2019 pour une tournée.

## Histoire
Dirk Darmstaedter (chant, guitare) et Christoph M. Kaiser (basse, chant) commencent à composer ensemble à partir de 1985, rejoints par Louis C. Oberlander (clavier) puis Jörn-Christof Heilbut (guitare). Le groupe est complété par Stefan Rager (batterie), qui avait été à l'école à Munich avec Kaiser et avait déménagé à Hambourg sous son impulsion. En 1994, Rager quitte le groupe et est remplacé à la batterie par Rob Feigel.
Le groupe, d'abord connu sous le nom de The Real McCoys, change de nom en 1987 pour devenir The Jeremy Days.
Le quatrième album, auto-produit et intitulé Re-Invent Yourself!, sort en 1994 et est le dernier à être publié par Polydor. Pour la promotion, Re-Invent Yourself !, Under the Gun et Beautiful Love sont sortis en singles. Le cinquième album, Punk by Numbers, à nouveau auto-produit, sort en 1995 sur le nouveau label Motor Music fondé par Tim Renner. Chasing my Crooked Shadow et Punk by Numbers sont publiés en tant que singles. Après une tournée de promotion de l'album et la sortie de l'album live 89-95 Best of Live, The Jeremy Days se séparent.
Le sixième album studio du groupe Beauty in Broken sort en 2022. Les singles Beauty in Broken et For the Lovers sont publiés en avant-première. Le single Beauty in Broken est présenté en avant-première en vidéo par le magazine allemand Rolling Stone. L'album atteint la position maximale de 21 dans les charts allemands des albums et est nommé sur la longue liste pour le prix annuel de la critique allemande du disque Longlist Jahrespreise. En live, les chansons du nouvel album sont présentées à un large public lors d'un concert radio dans la Sendesaal de Radio Bremen et lors d'un concert du Rockpalast à l'Harmonie de Bonn,.

## Discographie

### Albums studio
- 1989 : The Jeremy Days (18e des charts allemands[8])
- 1990 : Circushead (29e des charts allemands[8])
- 1992 : Speakeasy (75e des charts allemands[8])
- 1994 : Re-Invent Yourself! (79e des charts allemands[8])
- 1995 : Punk by Numbers
- 1995 : 88-95 Best of: Live
- 1998 : Master Series
- 2001 : It Is the Time - The Essential Collection
- 2002 : Stuff that Got Away - Rarities and B-Sides
- 2022 : Beauty in Broken

### Singles
- 1988 : Are You Inventive?  (55e des charts allemands[8])
- 1989 : Brand New Toy  (11e des charts allemands[8])
- 1989 : Julie Thru the Blinds
- 1989 : Rome Wasn’t Built in a Day
- 1990 : History (Heavenly Father)
- 1991 : Sylvia Suddenly
- 1991 : Give It a Name
- 1992 : Loved
- 1992 : Good Morning Beautiful
- 1993 : You Showed Me
- 1994 : Re-Invent Yourself
- 1994 : Under the Gun
- 1994 : Beautiful Love
- 1995 : Chasing My Crooked Shadow
- 1995 : Punk by Numbers
- 1995 : Happy Together
- 2001 : It Is the Time (single promo)
- 2022 : Beauty in Broken

## Distinctions
- RSH-Gold : en 1990, dans la catégorie « nouveau groupe régional »[9].